# I'm in the Mood for Love
I'm in the Mood for Love è un brano musicale composto da Jimmy McHugh con il testo di Dorothy Fields e fu lanciato nel film Ogni sera alle otto (Every Night at Eight) del 1935.

## Storia
Interpretato nel film da Frances Langford, divenne uno dei suoi maggiori successi. Nello stesso anno fu inserito anche in uno degli episodi di Simpatiche canaglie, dove era cantato da Carl Switzer allora bambino, ma a determinarne il successo e a far sì che la canzone divenisse uno standard jazz fu Louis Armstrong, che lo incise per la Decca con un intervento vocale che rispetta la melodia e un assolo di tromba che termina con un finale di acuti.
Il brano cominciò ad essere incluso nel repertorio delle big band e diverse esecuzioni vennero anche incise su disco, tra cui quella di Billy Eckstine, che nel 1945 lo portò tra i primi 20 posti delle classifiche statunitensi di vendita.
La versione più importante dal punto di vista storico è tuttavia quella del sassofonista James Moody. Moody si trovava in Svezia e, utilizzando un sax alto preso in prestito, eseguì una improvvisazione del tutto personale sugli accordi di I'm in the Mood for Love. La variazione sul tema si discostava totalmente dalla melodia originale di McHugh, tanto da essere irriconoscibile. Eddie Jefferson ne fu talmente colpito da voler scrivere un nuovo testo sull'assolo di sassofono e lo fece incidere dal vocalist King Pleasure, che aveva già ottenuto un buon successo con un analogo progetto intitolato Parker's Mood. La sua interpretazione, che venne chiamata Moody's Mood for Love, entrò nella classifica dei successi R&B nell'estate del 1952. 
Da allora la canzone ha vissuto una doppia vita: le versioni che seguono la melodia originale vengono intitolate I'm in the Mood for Love, quelle che prendono invece spunto dalla versione di James Moody vengono intitolate Moody's Mood, riconoscendo al brano le caratteristiche di composizione del tutto originale. Tuttavia, a seguito del successo della versione di King Pleasure, il compositore Jimmy McHugh si rivolse al tribunale rivendicando i suoi diritti d'autore; Moody e McHugh giunsero così ad un accordo extragiudiziale dividendosi una percentuale su tutte le versioni. 

## Versioni
Le principali versioni di I'm in the Mood for Love incise su disco sono:
- 1935 Louis Armstrong, New York, 3 ottobre
- 1944 Coleman Hawkins & The Trumpet Kings, New York 31 gennaio
- 1945 Billy Eckstine, ottobre. Pubblicata nel 1946, raggiunse il 12º posto nella classifica di Billboard
- 1946 The King Cole Trio, nell'album The King Cole Trio.
- 1950 Charlie Parker, nell'album Charlie Parker with Strings.
- 1951 Erroll Garner, Versione incisa nel 1946 e pubblicata 5 anni più tardi.
- 1952 Eddie Fisher, nell'album I'm in the Mood for Love.
- 1952 Jo Stafford, nell'album As You Desire Me.
- 1955 Julie London, nell'album Julie Is Her Name.
- 1957 Rosemary Clooney, nell'album Ring Around Rosie.
- 1958 Louis Prima & Keely Smith, su disco singolo.
- 1959 Brook Benton, nell'album It's Just a Matter of Time.
- 1959 Pat Boone, nell'album Tenderly
- 1960 Paul Anka, nell'album Swings for Young Lovers.
- 1960 Johnny Mathis, nell'album Johnny's Mood.
- 1961 Brenda Lee, nell'album Emotions.
- 1961 Shirley Bassey, nell'album  Shirley.
- 1961 Caterina Valente, con testo in italiano(Quando ti stringi a me), nell'album Caterina.
- 1963 Cliff Richard, nell'EP Love Songs.
- 1999 Bryan Ferry, nell'album As Time Goes By.
- 2003 Barbra Streisand, in The Movie Album.
- 2003 Rod Stewart, nell'album As Time Goes By: The Great American Songbook 2.

Le principali versioni di Moody's Mood o Moody's Mood for Love:
- 1949 James Moody.
- 1954 King Pleasure
- 1964 Georgie Fame, nell'album Yeh Yeh
- 1973 Aretha Franklin, nell'album Hey Now Hey (The Other Side of the Sky)
- 1980 George Benson, nell'album Give Me the Night
- 1988 Mina, nell'album Ridi pagliaccio
- 1993 Van Morrison, nell'album Too Long in Exile
- 1995 Quincy Jones, nell'album Q's Jook Joint.
- 2003 Amy Winehouse, nell'album Frank
- 2017 Patti Labelle, nell'album Bel Hommage